# Mesoleius notator
Mesoleius notator là một loài tò vò trong họ Ichneumonidae.